# Psechridae
Los psécridos (Psechridae) son  una familia de arañas araneomorfas, que forman parte de los licosoideos (Lycosoidea), una superfamilia formada por once familias entre las cuales destacan por su número de especies las familias Lycosidae, Ctenidae, Oxyopidae y Pisauridae.
Construyen telarañas cribelades de más de 1 m de diámetro. 
Las hembras de Psechrus llevan su saco de huevos en los quelíceros, de una manera similar a los pisáuridos que, pese a no ser cribelados, existe parentesco próximo. Presentan algunas características habituales en las no cribeladas, como el cuidado parental de la prole.

## Distribución
Se encuentran en la región indomalaya y la zona del Pacífico occidental. Se han encontrado especies de Psechrus  por encima de los 2300 m de altitud en Taiwán.

## Sistemática
Se reconocen los siguientes géneros según WSC:
- Fecenia Simon, 1887
- Psechrus Thorell, 1878